# Anosia fuscata
Anosia fuscata är en fjärilsart som beskrevs av Talbot 1943. Anosia fuscata ingår i släktet Anosia och familjen praktfjärilar. Inga underarter finns listade i Catalogue of Life.